# Gruerie
La gruerie, en latin médiéval gruaria ou griaria termes attestés en 1153, désigne en droit féodal deux notions distinctes qui concernent la gestion forestière des bois ou clairières incluses soumises à l'autorité régalienne, princière ou seigneuriale: 
- d'abord un privilège d'autorité sur les bois et forêts qui implique une possibilité de mise en réserve (chasse régalienne ou aristocratique, protection de gibier ou de l'espace boisé...), de confiscation ou de perception par prélèvements spécifiques en cas d'usages divers par les communautés pastorales, d'exploitation par les communautés (affouage, coupes de merrains, conduite de troupeaux à résidence saisonnière...) ou par des entrepreneurs (bûcherons et transporteurs, charbonniers, verriers, sabotiers...), d'installation de communautés (habitats, loges...) ou d'équipements (scieries, four, meules...) ...,
- ensuite une institution d'administration forestière, sous forme d'une juridiction, très souvent définie par la seigneurie dirigeante ou son chef-lieu ou ressort de justice. L'administration des eaux et forêts est en ce dernier sens l'héritière lointaine de toutes les grueries du royaume de France.

Que ce soit dans le duché de Lorraine avant l'annexion à la France en 1766, dans le comté de Bourgogne, dans le Valois (près du Bois-du-Roi) le terme désignait en même temps que les droits de contrôle, de perception et de justice, la subdivision territoriale où sont perçus les revenus domaniaux.

## Origines entre fin de l'Antiquité et Haut Moyen Âge
Dans les derniers grands domaines gallo-romains, le "grodiarius" désignait le forestier, chargé de protéger et valoriser ce capital dormant que représentent les grands bois. Ce mot d'origine germanique probable est devenu gruier en 1247, écrit plus tard gruyer.
Les derniers rois mérovingiens exerçaient une autorité sur les vastes domaines des confins forestiers, nommés foresta, alors que les bans étaient dirigés par des assemblées chrétiennes, certes chargées de lever l'impôt royal, mais sous l'autorité des comtes et des évêques. Avec l'amenuisement du pouvoir royal carolingien, à la fin du règne de Charles le Chauve, divers princes ou comtes rassembleurs de terres ou de droits, ont accaparé certains bans, mais également ce pouvoir forestier, souvent partagés plus tard entre des seigneurs régionaux ou châtelains locaux. Les anciens comtes du palais, ou comtes palatins ont ainsi gardé une fraction de la foresta carolingienne sous leur coupe. La fonction de gruyer s'est ainsi maintenue.

## Une imposition forestière associée à la justice régalienne dans le royaume de France
La gruerie, parfois simplifiée en grurie, était un droit royal de percevoir une partie des coupes de bois et une portion des amendes, confiscations, etc. prononcées pour abus et malversations dans les bois sujets au droit de gruerie.
La quantité était variable selon les localités. Le droit de gruerie venait de ce qu'à l'origine le roi seul avait le droit d'avoir des bois de haute futaie, et que, lorsqu'il autorisait les particuliers à en avoir, c'était en se réservant la gruerie. Ce droit pouvait être concédé à un officier royal appelé gruyer. En 1707  un édit précise que dans chaque seigneurie la justice doit comporter un juge gruyer assisté d'un et d'un procureur et d'un greffier. traitant à part les questions forestières.. 

## Duché de Lorraine
Dans le duché de Lorraine, et quelques principautés voisines ou seigneuries enclavées dans le duché comme à Blâmont, la gruerie est une subdivision du territoire forestier ou espace boisé qui est dirigé par un officier assermenté, le gruyer. Une ordonnance du 20 avril 1464 établit dans un premier temps un gruyer général pour tout le duché lorrain, mais mentionne aussi  l'existence de gruyers locaux dans le massif vosgien pour la partie la plus montagnarde ou la plus boisée au sud : les grueries de Bruyères, d'Arches, de Passavant et de Darney.
Cet office de gruyer local fut créé vers le milieu du XVIe siècle par les ducs lorrains en raison du développement rapide que connut l’industrie du bois à ce moment-là couplée avec les exploitations minières et salicoles d'une part, les verreries et fonderies d'autre part et en particulier le flottage du bois sur sa façade lorraine. Le supérieur hiérarchique de toutes les grueries était le grand gruyer, un haut fonctionnaire au service du souverain ducal.
A la fin du XVIe siècle, les villes suivantes sont sièges d'une gruerie même quand elles ne sont pas situées elle-même dans la circonscription administrative qu'elle doivent gérer :
- Arches (Vosges)
- Bruyères (Vosges)
- Orbey (aujourd'hui Haut-Rhin)
- Sainte-Marie-aux-Mines (aujourd'hui Haut-Rhin)

On rencontre un cas un peu particulier à Gerbéviller où le marquisat avait sa propre gruerie. Sur la façade lorraine du massif vosgien, la gruerie se confond parfois avec la prévôté dans ses limites territoriales : Bruyères est à la fois  le siège d'une prévôté du bailliage de Vosges et d'une gruerie. Il en est de même pour Arches et Einville-au-Jard. Sous le contrôle de la Cour des Comptes de Lorraine et du grand gruyer, les officiers des grueries font deux visites annuelles des forêts de leur juridiction et contrôlent le martelage, les ventes et les délivrances des bois. Il fait fonction de comptable et perçoit les redevances, les péages, les revenus domaniaux. Achats et dépenses sont consignés dans un bilan qui clôt l'exercice annuel sur validation du contrôleur de la gruerie. Les rapports et comptes des grueries vosgiennes sont une source de recherche importante pour les historiens. En dehors du soin des digues, des chaussées, des moulins et des scieries, il faisait partie des attributions de la gruerie la perception des redevances pour les droits de flottage, de « paχon » (vaine pâture forestière), de pêche, d’affouage et le paiement des « sagards » (ouvriers forestiers) et des gardes.